# Robert A. Kraft
Robert A. Kraft (Waterbury, 18 marzo 1934 – Ambler, 15 settembre 2023) è stato un biblista ed ebraista statunitense.
Professore emerito di studi religiosi all'Università della Pennsylvania, è stato membro di due comitati di traduzione biblica, curatori delle versioni Revised Standard (RSV) e New Revised Standard (NRSV).
È noto per il suo lavoro pionieristico nell'applicazione dell'informatica allo studio della letteratura antica, in particolare per la digitalizzazione e la codifica dei testi antichi, e per i suoi contributi allo studio del primo giudaismo e del primo cristianesimo.

## Biografia
Nel 1955, Kraft ottenne il Bachelor of Arts in filosofia e, due anni più tardi, il Master of Arts in studi neotestamentari, entrambi conseguiti presso il Wheaton College.
Nel 1961 completò il PhD in storia e filosofia delle religione, sulle origini cristiane della civiltà, all'Università di Harvard. Dal '61 fu assistente all'Università di Manchester, e nel '63 fu chiamato nel Dipartimento di studi religiosi dell'Università della Pennsylvania, dove divenne ordinario nel '76 e Berg Chair nel '92. Kraft fu anche professore ospite presso il Seminario teologico luterano di Filadelfia fra il 1965 e il 1966.
Kraft è membro della Studiorum Novi Testamenti Societas (SNTS), dell'International Organization for Septuagint and Cognate Studies (IOSCS), della Società Americana dei Papirologisti, della Society of Biblical Literature, della quale è stato il presidente nel 2006. Uno dei suoi ruoli più significativi, tuttavia, è stato nel 1963 quello di co-fondatore e coordinatore del Philadelphia Seminar on Christian Origins (PSCO).

## Opere
Kraft contribuì allo studio dei Padri Apostolici, in modo particolare  dell'Epistola di Barnaba, nonché la storia e le letterature del giudaismo nel periodo greco-romano, in particolare le traduzioni della Septuaginta, del Greco antico, le relative storie testuali, e anche Filone di Alessandria.
Kraft è autore di pubblicazioni inerenti ai testi antichi e ai testi copti, il cristianesimo ebraico primitivo, la pseudoepigrafia durante il periodo della trasmissione cristiana di antichi scritti ebraici.
Negli anni del Philadelphia Seminar on Christian Origins, produsse insieme a G. Krodel una nuova traduzione annotata in inglese del classico di Walter Bauer intitolato  Rechtgläubigkeit und Ketzerei im ältesten Christentu, del quale esisteva una precedente traduzione in Orthodoxy and Heresy in Early Christianity, pubblicata nel 1971 dalla Fortress Press a Filadelfia.
Kraft continua anche a collaborare a vari progetti accademici come indicato nella sua home page, in particolare l'informatizzazione delle varianti testuali per le antiche scritture ebraiche trasposte in greco (progetto CATSS), la digitalizzazione e catalogazione informatica dei papiri e dei relativi documenti presenti nelle collezioni della Penn (progetto APIS). Nell'ambito dell'ebraistica, il progetto "New MR James", da lui ideato, si propone di aggiornare ed espandere il catalogo  Lost Apocrypha of the Old Testament  (pubblicato nel 1920), o come Kraft preferisce dire "la letteratura parabiblica e le tradizioni del primo giudaismo" e materiali simili dal primo cristianesimo.